# Kostel svatého Vavřince (Potštejn)
Filiální kostel svatého Vavřince v Potštejně je empírová novostavba, která vznikla na místě staršího kostela, pocházejícího patrně ze 14. století a v polovině 16. století přestavěného. Je využíván k nedělním bohoslužbám římskokatolickou církví, dříve byl také farním kostelem. Je chráněn jako kulturní památka České republiky.

## Historie a interiér
O charakteru původní sakrální stavby se nedochovaly žádné bližší informace. Současný kostel vznikl v rámci rozvoje centra obce, spjatého se stavebními aktivitami rodu hrabat Harbuval-Chamaré. První projekt kostela nechal zpracovat v letech 1772–1773 Jan Antonín Harbuval. Nerealizovaná stavba byla pojata ještě v pozdně barokním slohu.
Základní kámen k nynějšímu kostelu byl položen 9. září 1807, kdy panství spravovala na místě nezletilého Jana Antonína (1804–1849) jeho matka Anna Dobřenská. Po smrti Jana Antonína staršího v únoru 1808, byla stavba na několik let pozastavena a po jejím dokončení byl 23. září 1821 nový kostel královéhradeckým biskupem vysvěcen.
Jednolodní obdélnou budovu, uzavřenou polokruhovým presbytářem s hranolovitou věží v západním průčelí vystavěl J. Kurz z Opočna s pomocí krajského inženýra J. Braunera. Nad hlavním vchodem je alianční erb hraběcí rodiny a sochy sv. Antonína Paduánského a sv. Anny od A. Foerstera. Pod erbem je umístěn nápis CHARITAS (láska), nad bočními vchody SPES (naděje) a FIDES (víra). Pro kostel byly určeny tři zvony z let 1516, 1571 a 1781, přenesené ze staršího kostela. Ty však zanikly při požáru kostela v roce 1861. Při následujících opravách došlo k další stavební úpravě věže.
Na hlavním oltáři je obraz sv. Vavřince od Antonína Machka (1819) a dva mariánské obrazy z dílny Jana Umlaufa. Poboční oltáře jsou zasvěceny sv. Antonínovi, sv. Janovi Nepomuckému a Panně Marii Lurdské. Varhany postavil v roce 1821 Ignác Welzel z Králík. Autorem sousoší Ukřizovaného z poloviny 19. století je otec Jana Umlaufa Dominik Umlauf.
Ke kostelu patří farní budova s dvouramenným schodištěm, postavená roku 1781 polírem Karáskem ze Sopotnice. Podle historika Jaroslava Helferta byl dům vystavěn nejprve pro místního lékaře a plnil funkci špitálu. Teprve později se stal obydlím duchovního správce.

## Současnost
V letech 1994–1995 prošel kostel sv. Vavřince generální opravou. Bohoslužby Římskokatolické církve se zde konají každou neděli v 11:00 hodin. Farní budova sloužila církevním účelům do r. 2001, poté přešla do soukromých rukou, byla citlivě rekonstruovaná a přeměněna na ubytovací zařízení.
16. června 2007 se sešli zástupci šlechtických rodů žijících v ČR, aby uctili při společné mši, kterou celebroval Dominik kardinál Duka v kostele sv. Vavřince v Potštejně, památku Václava Antonína Dobřenského, který se v Potštejně narodil 9. října 1943 a který zemřel v roce 2003 Římě.
24. června 2012 se v kostele sv. Vavřince konala děkovná mše, kterou celebroval Dominik kardinál Duka a které se zúčastnili zástupci 33 šlechtických rodů, jejichž předkové podepsali Deklaraci české šlechty na obranu československého státu a kterou přednesli 17. září 1938 tehdejšímu prezidentovi Edvardu Benešovi a 24. ledna1939, kterou přednesli prezidentu Emilu Háchovi.